# Gorapisjön
Gorapisjön (georgiska: გორაფის ტბა), även kallad Girapisjön (გირაფის ტბა) eller Tjvarasjisjön (ყვარაშის ტბა), är en sjö i Georgien. Den ligger i den nordvästra delen av landet, i den autonoma republiken Abchazien. Gorapisjön ligger 2 163 meter över havet.